# David Wilkins
David Robert Wilkins (Malahide, 30 de abril de 1950) es un deportista irlandés que compitió en vela en la clase Flying Dutchman. Participó en cinco Juegos Olímpicos de Verano entre los años 1972 y 1992, obteniendo una medalla de plata en Moscú 1980 en la clase Flying Dutchman.

## Palmarés internacional
| Juegos Olímpicos | Juegos Olímpicos | Juegos Olímpicos | Juegos Olímpicos |
| Año              | Lugar            | Medalla          | Clase            |
| ---------------- | ---------------- | ---------------- | ---------------- |
| 1980             | Moscú (URSS)     | Medalla de plata | Flying Dutchman  |